# Wolfgang Rietschel
Carl Martin Wolfgang Rietschel (* 28. August 1837 in Dresden; † 9. Dezember 1874 ebenda) war ein deutscher Mediziner und praktischer Arzt in Dresden.

## Leben
Wolfgang Rietschel war ein Sohn des Dresdner Bildhauers des Spätklassizismus Ernst Rietschel und dessen zweiter Ehefrau Sophie Charlotte (1810–1838), geborene Carus, einer Tochter des Arztes, Naturphilosophen und Malers Carl Gustav Carus. Der lutherische Theologe Georg Rietschel und der Begründer der Heizungs- und Klimatechnik Hermann Rietschel waren seine jüngeren Halbbrüder.
Wolfgang Rietschel studierte an der Universität Leipzig Medizin, hier wurde er 1857 Mitglied der Leipziger Burschenschaft Dresdensia. Im Jahr 1861 wurde er in Leipzig mit seiner Dissertation Epidemia Anni MDCLXI a Willisio et febris nervosa lenta ab Huxhamio descriptae nec non morbus mucosus a Roederero et Waglero observatus cum typho abdominali nostro tempore obvio comparantur promoviert, wirkte spätestens ab 1863 als Assistenzarzt am Stadtkrankenhaus in Dresden-Friedrichstadt und ließ sich 1864 als Arzt in Dresden nieder.
Mit Unterstützung der Dresdner Ärzte Carl Emil Brauer (1832–1888) und Daniel Heinrich Hermann Kleinpaul († 1888) bekämpfte er bis Ende 1865 in Werdau in Sachsen erfolgreich den Ausbruch einer Cholera-Epidemie, wofür alle drei Dresdner Ärzte im Dezember 1865 die Ehrenbürgerschaft der Stadt Werdau verliehen bekamen und mit dem Ritterkreuz des Albrechts-Ordens ausgezeichnet wurden.
Am 25. Dezember 1867 wurde Wolfgang Rietschel unter der Präsidentschaft seines Großvaters Carl Gustav Carus mit dem akademischen Beinamen Hermes VII. unter der Matrikel-Nr. 2085 als Mitglied in die Kaiserliche Leopoldino-Carolinische Deutsche Akademie der Naturforscher aufgenommen.
Er war seit 1866 mit Anna Eleonore (1842–1902), geborene Sickel, verheiratet. Das Ehepaar hatte vier Kinder.
Wolfgang Rietschel wurde auf dem Trinitatisfriedhof (Grabstelle III J) in Dresden beigesetzt.

## Schriften (Auswahl)
- Epidemia Anni MDCLXI a Willisio et febris nervosa lenta ab Huxhamio descriptae nec non morbus mucosus a Roederero et Waglero observatus cum typho abdominali nostro tempore obvio comparantur. Dissertatio Inauguralis, Leipzig 1861